# Bibliotheca chalcographica

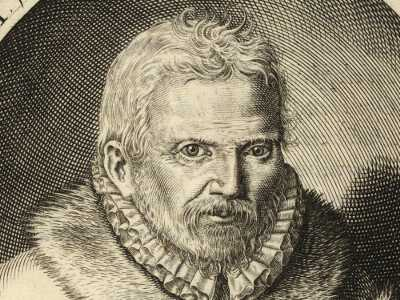
Theodor de Bry
Selbstbildnis Detail

Die Bibliotheca chalcographica ist eine Porträtgalerie mit anfangs 100 und schließlich 438 Kupferstichen und Lebensbeschreibungen von Humanisten und Reformatoren und ein Gemeinschaftswerk des Humanisten, Antiquitätensammlers und lateinischen Dichters Jean-Jacques Boissard (1528–1602) und des Kupferstechers und Verlegers Theodor de Bry (1528–1598).

## Ursprung
Die Sammlung der 438 Gelehrtenbildnisse drückt das Selbstverständnis von Humanisten und Reformatoren in charakteristischer Weise aus:

„Eine ihrer Wurzeln ist das spätmittelalterliche Stifterbildnis, das dem liturgischen Gedächtnis diente, und das damit verwandte Grabdenkmal. Der deutsche "Erzhumanist" Konrad Celtis (1459–1508) hat zuerst (mit Hilfe des Künstlers Hans Burgkmair, 1473–1531) im Medium des Holzschnitts ein ortsunabhängiges, vervielfältigtes Gedächtnisbild geschaffen, das nach seinem Tod in seinem großen Freundeskreis verbreitet wurde. Anders als viele Stifterbildnisse, in denen zur Bestimmung der Identität der dargestellten Person der hinzugesetzte Name genügte, ohne daß physiognomische Ähnlichkeit gefordert war, hält das Burgkmairsche Bildnis von Celtis dessen individuelle Gesichtszüge fest. Zugleich weisen die hinzugefügten Worte darauf hin, daß Geist und Charakter des Dargestellten in seinen unvergänglichen Werken besser zu erkennen seien als an seinem vergänglichen Äußeren.“

Für das starke Interesse der zeitgenössischen Öffentlichkeit an den Lebensbeschreibungen und lebensähnlichen Bildnissen von Humanisten und Reformatoren geben Fachleute mehrere Gründe an:

„Die Gelehrten traten immer mehr aus dem Verband der Korporationen (der geistlichen Orden und der Universitäten) heraus und gewannen individuelles Profil. Sie verkehrten durch handgeschriebene und gedruckte Briefe und häufige persönliche Zusammenkünfte miteinander und kultivierten Freundschaften, die durch den Austausch von Bildnissen und anderen Erinnerungszeichen bestätigt wurden. Sie waren schließlich als im Druck verbreitete Autoren sowie als Berater von Fürsten und Städten in geistlichen und weltlichen Angelegenheiten Gegenstand eines verbreiteten Interesses, das durch die Techniken des Buchdrucks, des Holzschnitts und des Kupferstichs leicht befriedigt werden konnte.“

## Entstehung
Der junge Humanist Jean-Jacques Boissard (1528–1602) aus Besançon hatte auf seinen Reisen mit seinem Onkel, dem Humanisten und Privatlehrer junger Adliger Hugues Babet (Hugo Babelus, 1474–1556) und bei mehrjährigen Studienaufenthalten in Italien viele Gelehrte innerhalb und außerhalb der Universitäten persönlich kennengelernt und eigenhändig porträtiert. Er tat sich mit dem ebenfalls weit gereisten calvinistischen Kupferstecher und Verleger Theodor de Bry (1528–1598) zusammen, der sich inzwischen in Frankfurt niedergelassen hatte und der die Zeichnungen Boissards in hochwertige Kupferstiche umsetzte. Gemeinsam mit den von Boissard verfassten Lebensbeschreibungen erschienen 100 Gelehrtenviten in zwei Teilen mit je 50 Kupferstichporträts 1597–1598 unter dem Titel Icones virorum illustrium doctrina et eruditione praestantium ad vivum effictae cum eorum vitis.
Nach dem Tod des Vaters 1598 erweiterten die Söhne Johann Theodor de Bry (1561–1623) und Johann Israel de Bry (vor 1570–1611) das Werk 1598–1599 um 2 mal 50 Porträts (Teile 3 und 4). Die Texte hierzu verfasste der Frankfurter Literat Johann Adam Lonicer. Teil 5 gab später die Teile 1 bis 4 mit ungefähr 40 neuen Porträts wieder. Als Kupferstecher folgte den Brüdern de Bry Sebastian Furck (ca. 1600–1655), der 1628 Teil 6 mit 50 Porträts beisteuerte.
Als Kupferstecher und Verleger setzte 1645–1652, also ein halbes Jahrhundert nach der Erstveröffentlichung Klemens Ammon, mit den Teilen 7 und 8 sowie 1664 Teil 9 die Serien in der Bibliotheca Chalcographica fort. An Teil 9 war der niederländische Kupferstecher Mathias van Somer beteiligt sowie ein weiterer Künstler, der mit „Heim F“ (vermutlich Wilhelm C. Heim) signierte.
Bis 1664 war die Porträtgalerie in Buchform auf 9 Teile mit insgesamt 438 Bildnissen angewachsen. 1669 folgte die hier vom Portal Mateo der Uni Mannheim Online bereitgestellte Gesamtausgabe, die auch die Restauflagen des 8. und 9. Teils von 1652 und 1664 enthält. Die Lebensbeschreibungen der früheren Teile wurden leider nicht mehr übernommen. So ist aus der ursprünglichen Gelehrtenvita Boissards eine Sammlung von Kupferstichporträts von Theodor de Bry und Nachfolgern geworden. Diese Erscheinung ist allerdings nicht neu, denn bei vielen bebilderten Büchern des 16. und 17. Jahrhunderts stehen heute die wertvollen Kupferstiche aus jener Zeit im Vordergrund.

## Auswahl
Die reformierte Weltanschauung der Schöpfer der Bibliotheca Chalcographica zeigt sich bei der Auswahl der dargestellten Personen. Sie beschränkten sich jedoch nicht auf Konfessionsgenossen und nahmen neben der überwiegenden Zahl von zeitgenössischen Gelehrten des 16. und 17. Jahrhunderts auch einige des 13. bis 15. Jahrhunderts auf. Natürlich mussten Vorlagen zur Verfügung stehen; insofern ein bestimmender Faktor. Einige Päpste sind als gelehrte Schriftsteller berücksichtigt sowie Fürsten und Gelehrte, die Boissard in seiner Zeit als Privatlehrer kennengelernt und gezeichnet hatte.
Ob die Personen ihren Porträts glichen, war schon damals eine wichtige Frage, die man zutreffendenfalls durch die Formulierung ad vivum effictae bestätigte. Experten halten das darüber hinaus bei den Personen des 16. und 17. Jahrhunderts für wahrscheinlich, wobei zu bedenken ist, dass die Transposition Zeichnung/Ölgemälde in den Kupferstich (seitenverkehrtes Nachschneiden) manche Änderung im Detail und im Gesamteindruck mit sich bringen konnte.

## Qualität
Bezüglich der künstlerischen Qualität der Bildnisse unterscheidet man zwischen den früheren Teilen, die dank der Zeichnungen Boissards und anderer guter Vorlagen sowie durch die Kunstfertigkeit der Kupferstecher de Bry im Allgemeinen ein hohes Niveau erreichen (Blüte der Bildniskunst im 16. und frühen 17. Jahrhundert) und den späteren Teilen, die auch zahlreiche Bildnisse geringerer Qualität enthalten. Den Qualitätsschwund führt man weniger auf die tätigen Kupferstecher als auf die Nöte des Dreißigjährigen Kriegs zurück.

## Struktur
Die Reihenfolge der Porträts in der Bibliotheca Chalcographica ist unsystematisch und nur teilweise eine Gruppenbildung erkennbar. Namensformen und Berufs- sowie Standesangaben wurden aus verschiedenen Quellen entnommen und nicht konsequent vereinheitlicht.